# Alchemist (gruppo musicale)
Gli Alchemist sono un gruppo avant-garde metal/progressive metal proveniente da Canberra, Australia. Si tratta di una band dalle sonorità molto particolari, che ha subito una sostanziale evoluzione durante la sua vita artistica, passando dalle sonorità marcatamente avant-garde metal dei primi album come Jar Of Kingdom e Spiritech a quelle più progressive degli ultimi dischi, come Organasm e Austral Alien.

## Storia
Il gruppo venne formato nel 1987 da Adam Agius (voce/chitarra), a cui si aggiunsero in seguito Roy Torkington (chitarra), Rodney Holder (batteria/percussioni) e John Bray (basso). Dal 2003 gli Alchemist hanno in formazione (seppur non ufficialmente) Nick Wall, che provvede ai sample negli spettacoli dal vivo.
La band è anche responsabile dell'organizzazione del più importante festival metal d'Australia: il Metal for the Brain, tenuto ogni anno a Canberra.

## Formazione
- Adam Agius - voce, chitarra
- Roy Torkington - chitarra
- John Bray - basso
- Rodney Holder - batteria, percussioni
- Nick Wall (sample dal vivo)

## Discografia
- 1987 - Eternal Wedlock (demo)
- 1990 - Demo '90 (demo)
- 1991 - Demo '91 (demo)
- 1993 - Jar of Kingdom
- 1994 - Promo '94 (demo)
- 1995 - Lunasphere
- 1997 - Spiritech
- 1998 - Eve of the War (EP)
- 2000 - Organasm
- 2003 - Austral Alien
- 2005 - Embryonics (best of/compilation CD - 2005, DVD uscita nel 2006)
- 2007 - Tripsis